# The Shins
The Shins är en amerikansk indierockgrupp.
Gruppen under namnet The Shins började spela år 1997 i Albuquerque, New Mexico som ett sidoprojekt av James Mercer (tidigare i Blue Roof Dinner) och Jesse Sandoval, som båda var medlemmar i musikgruppen Flake (grundad år 1992). År 1999 splittrades Flake Music (ett namn de strax innan bytte till) och alla bandets tidigare medlemmar bildade The Shins, förutom Dave Hernandez som tillkom senare. Gruppen släppte två 7"-singlar på Omnibus Records; "Nature Bears a Vacuum" (1999) och "When I Goosestep" (2000) innan de åkte ut på turné med Modest Mouse. Under turnén, åkte de in till skivbolaget Sub Pop Records, som valde att lansera deras debutalbum.
Debutalbumet var Oh, Inverted World som släpptes år 2001. Albumet följdes upp av 2003 års Chutes Too Narrow och det tredje albumet, Wincing the Night Away, gavs ut 2007.
Två av bandets låtar, "Caring Is Creepy" och "New Slang", medverkade på Zach Braffs film Garden State, och 2014 skrev bandet låten "So Now What" till Zachs andra film långfilm  Wish I Was Here.

## Medlemmar
Nuvarande medlemmar
- James Mercer – sång, gitarr, keyboard (1996–), basgitarr (1996–2000, 2003–2009, 2011–)
- Yuuki Matthews – basgitarr, keyboard, bakgrundssång (2011–)
- Mark Watrous – gitarr, keyboard, bakgrundssång (2014–)
- Casey Foubert – gitarr (2016–)
- Jon Sortland – trummor (2016–)
- Patti King – keyboard (2016–)

Tidigare medlemmar
- Jesse Sandoval – trummor, slagverk (1996–2009)
- Martin Crandall – keyboard, basgitarr, bakgrundssång (1998–2009)
- Dave Hernandez – gitarr, basgitarr, bakgrundssång (1998–2000, 2003–2009)
- Neal Langford – basgitarr (2000–2003)
- Eric Johnson – piano, keyboard, gitarr, banjo, bakgrundssång (2007–2011)
- Ron Lewis – basgitarr (2009–2011)
- Joe Plummer – trummor, slagverk, bakgrundssång (2009–2016)
- Jessica Dobson – gitarr, bakgrundssång (2011–2013)
- Richard Swift – keyboard, piano, orgel, synthesizer, slagverk, drone box, bakgrundssång (2011–2016; död 2018)

Bildgalleri

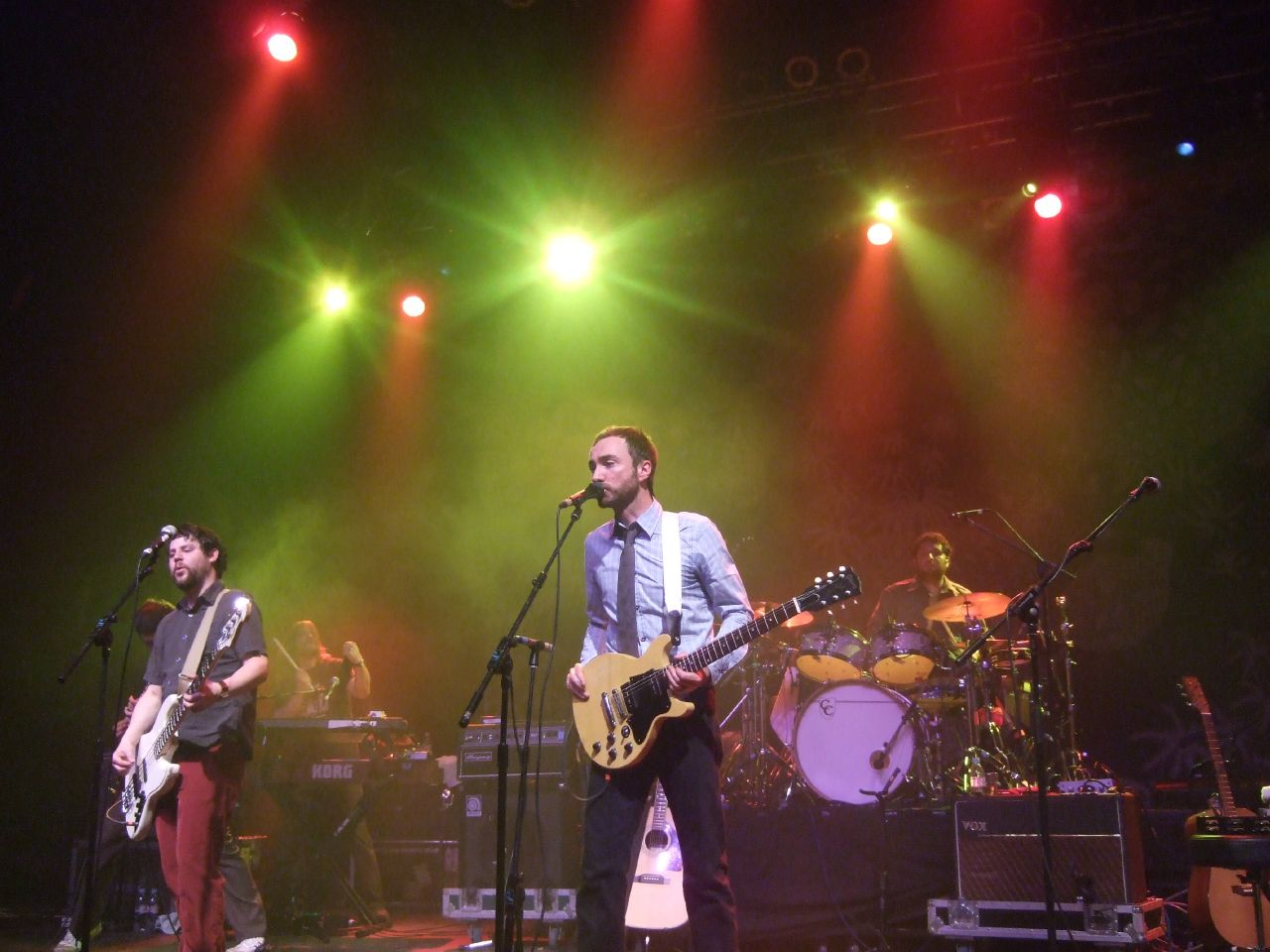
The Shins i London Forum 2007
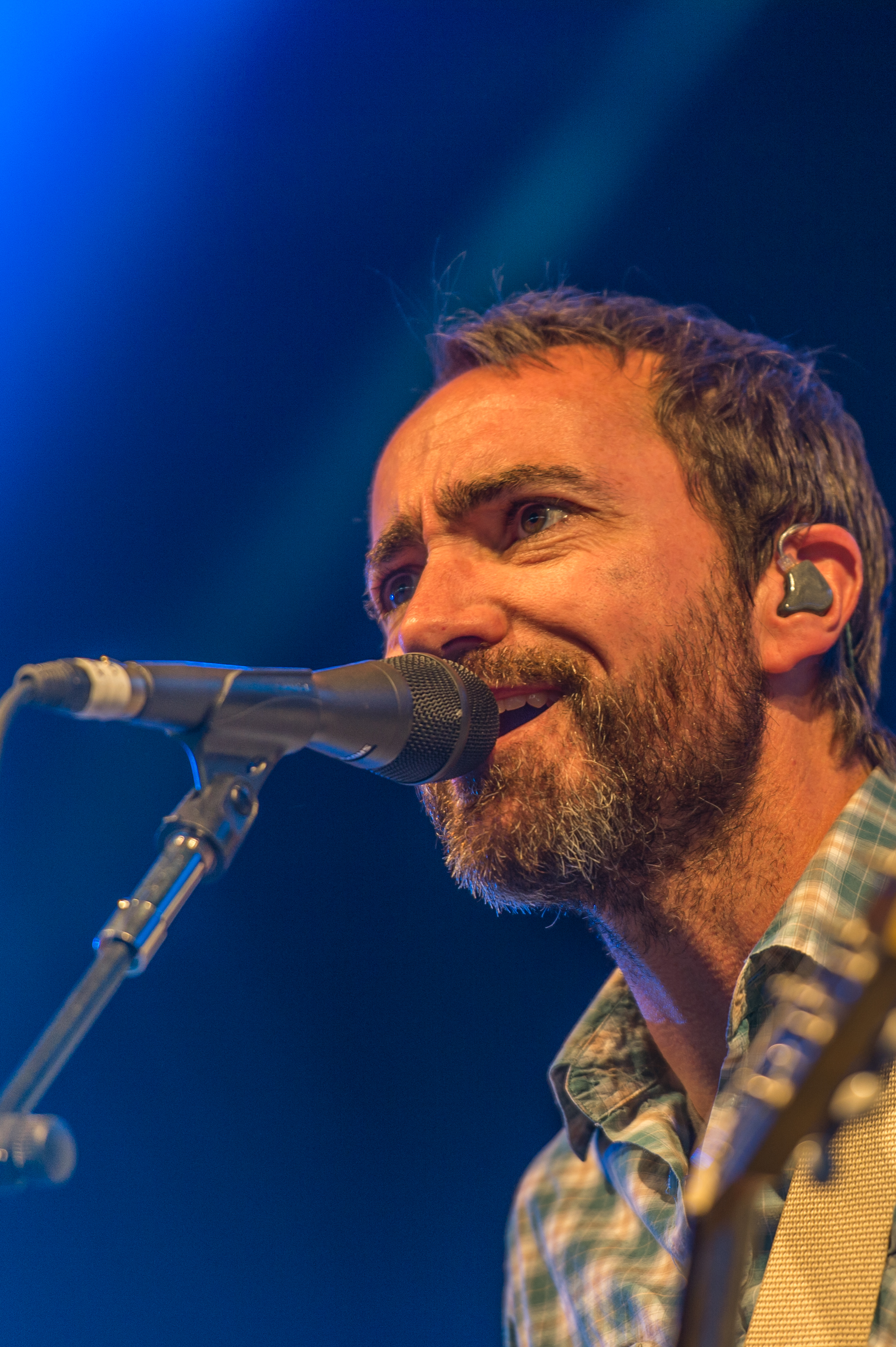
James Mercer spelar med the Shins under Roskildefestivalen 2012
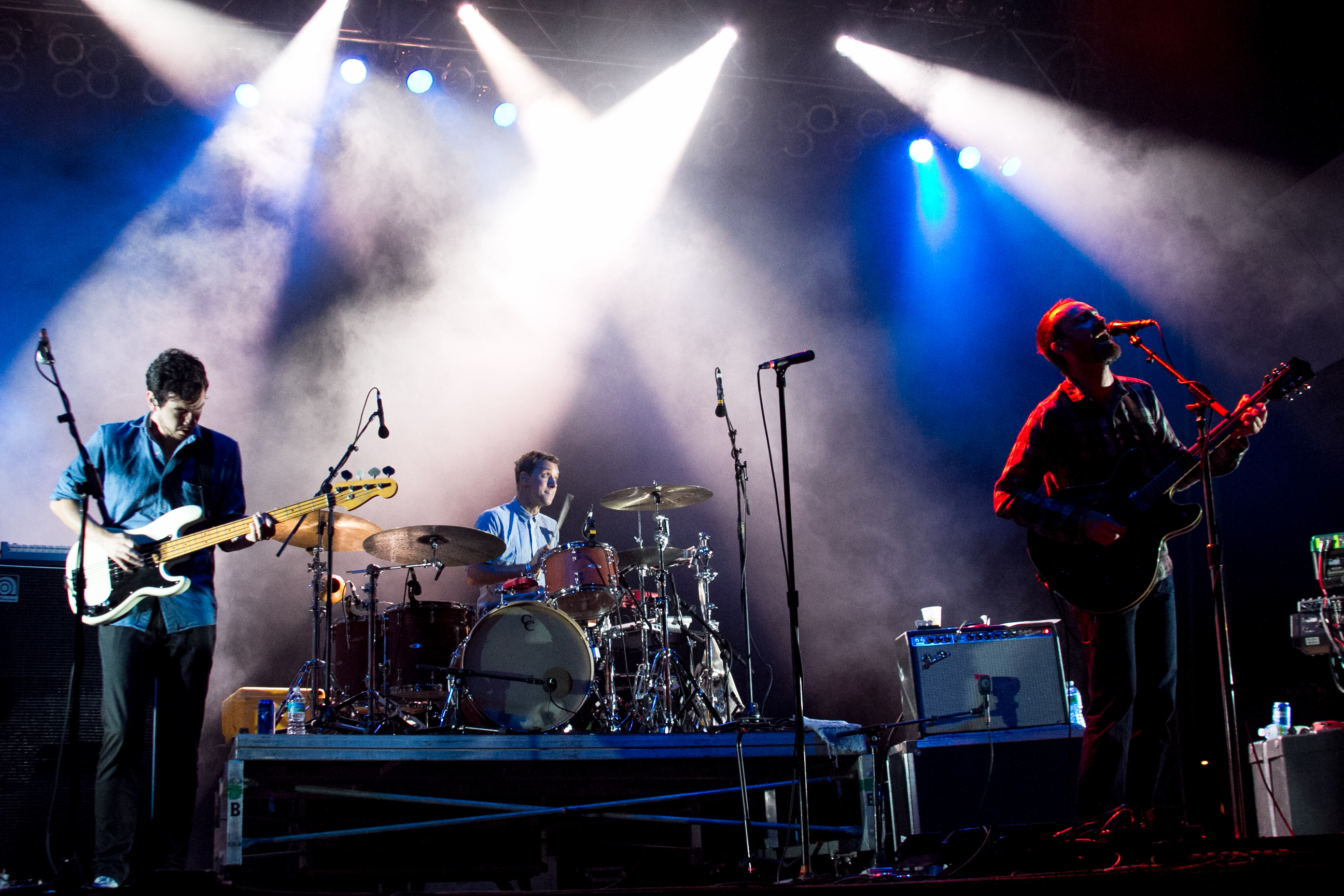
The Shins 2011

## Diskografi

### Album
- 1997 – When You Land Here It's Time to Return (då under namnet Flake Music) (Omnibus Records)
- 2001 – Oh, Inverted World (Sub Pop)
- 2003 – Chutes Too Narrow (Sub Pop)
- 2007 – Wincing the Night Away (Sub Pop)
- 2012 – Port of Morrow (Columbia Records)
- 2017 – Heartworms (Columbia Records)

### Singlar och EP
- 1999 – Nature Bears a Vacuum (EP)
- 2000 – "When I Goose-Step" (singel)
- 2001 – "New Slang" (singel)
- 2002 – "Know Your Onion!" (singel)
- 2003 – "So Says I" (singel)
- 2004 – "Fighting in a Sack" (singel)
- 2006 – "Phantom Limb" (singel)
- 2007 – "Australia (singel)" (singel)
- 2007 – "Turn on Me" (singel)
- 2007 – "Sealegs" (singel)
- 2012 – "Simple Song" (singel)